# Bischofssynode zur Familie
Die 14. ordentliche Vollversammlung der Bischofssynode fand vom 4. bis zum 25. Oktober 2015 in Rom statt. Sie befasste sich mit dem Thema: Die Berufung und Sendung der Familie in Kirche und Welt von heute. Die Ergebnisse wurden von Papst Franziskus im nachsynodalen apostolischen Schreiben Amoris laetitia vom 19. März 2016 zusammengefasst, das am 8. April 2016 vorgestellt wurde.

## Hintergrund
Der Vatikan hatte, wie bei Bischofssynoden üblich, vorab ein vorbereitendes Dokument (Lineamenta) veröffentlicht. Dieses Vorbereitungsdokument umfasste eine theologische Hinführung zum Thema der Synode und einen Fragenkatalog, mit dem das Synodensekretariat in Rom die Ortskirche eingebunden hat.
Zu den rund 400 Teilnehmern gehörten neben den Geistlichen auch 16 Laien-Ehepaare aus aller Welt, darunter auch aus Deutschland.